# Cucullia scopula
Cucullia scopula är en fjärilsart som beskrevs av Fischer de Waldheim 1839. Cucullia scopula ingår i släktet Cucullia och familjen nattflyn. Inga underarter finns listade i Catalogue of Life.